# Église Saint-Martin de Mourrens
Pour les articles homonymes, voir Église Saint-Martin.
L'église Saint-Martin de Mourrens est une église catholique située à Sainte-Colombe-en-Bruilhois, en France.

## Localisation
L'église Saint-Martin est située au hameau de Mourrens, sur le territoire de la commune de Sainte-Colombe-en-Bruilhois, dans le département français de Lot-et-Garonne, .

## Historique
L'église a dû être construite au début du XIIe siècle. 
L'édifice est classé au titre des monuments historiques le 30 mai 1932.

## Description
L'église n'a qu'une seule nef avec un faux-transept et un chœur composé d'une travée droite et d'une abside semi-circulaire. 
Le chœur est remarquable par sa décoration composée de onze arcades plein cintre avec hautes colonnes engagées et décorée de chapiteaux sculptés de palmettes ou d'oiseaux affrontés. L'abside est couverte en cul-de-four.
La voûte de la nef et du faux-transept a disparu, remplacée par un plafond en bois. On ne sait pas si l'église est restée inachevée ou si la voûte s'est effondrée. Georges Tholin suppose que le faux-transept devait être couvert d'une coupole.
Le portail d'entrée percé dans le mur sud de la nef conserve des chapiteaux sculptés. Quand Georges Tholin étudie cette église, ce portail est muré. 

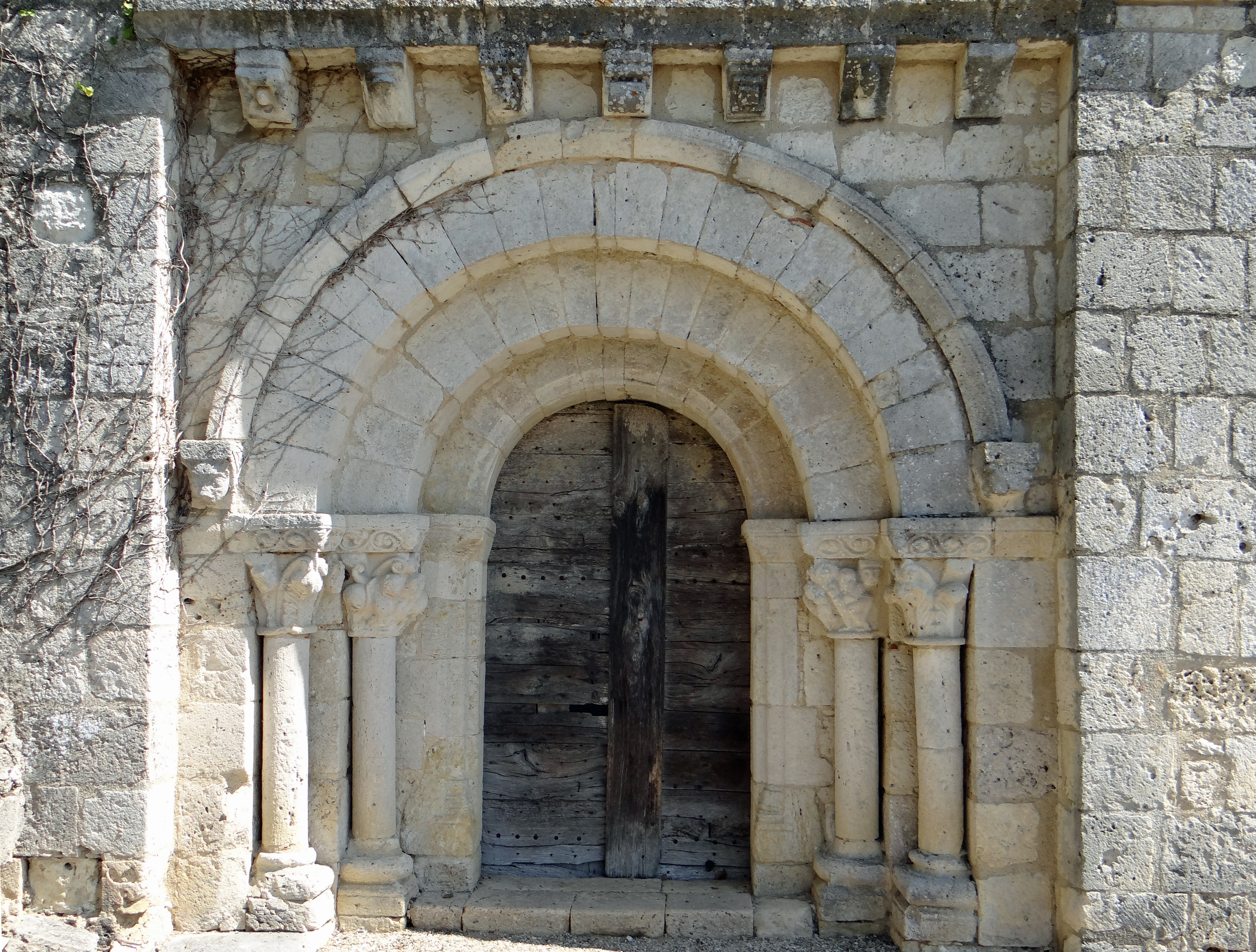
Portail sud roman

Le portail sud est formé d’un avant-corps à trois ressauts reposant sur des chapiteaux décorés de feuillages ou de personnages. Des rinceaux sont placés au-dessus. La partie supérieure est décorée de modillons en forme de têtes animales.
Pendant les guerres de religion, ce large portail a été muré et remplacé par une petite porte ouverte à l’ouest appelée « porte des pestiférés ». L’église a servi à cette époque de lieu de quarantaine pour les malades de la peste.
D'épais contreforts extérieurs renforcent les murs. 
La façade occidentale, sans caractère, est surmontée d'un pignon triangulaire percé de trois arcades et sert de clocher.